# بريان لينتز
بريان روي لينتز (بالإنجليزية: Bryan Roy Lentz)‏ (ولد في 5 يونيو 1964) محام خاص في فيلادلفيا، بنسلفانيا. نائب سابق عن المقاطعة الحادية والستين بعد المائة عن ولاية بنسلفانيا من 2007 إلى 2010 وكان المرشح الديمقراطي لعام 2010 لمجلس النواب الأمريكي عن المقاطعة السابعة في ولاية بنسلفانيا. لينتز من قدامى المحاربين في حرب العراق ومدعي عام سابق.
خدم لينتز في الخارج في العراق حيث قاد وحدة الشؤون المدنية التي تساعد على تحسين البنية التحتية وإعادة بناء الحكم المدني في الموصل بالعراق. خدم لينتز أيضا مع القوة المتعددة الجنسيات والمراقبين في شبه جزيرة سيناء ومع بعثات حفظ السلام في الناتو في البوسنة والهرسك.